# Trei copii minune
Trei copii minune sau 3 copii minune (titlul original: în franceză Trois enfants... dans le désordre) este un film de comedie francez, realizat în 1966 de regizorul Léo Joannon, protagoniști fiind actorii Bourvil, Jean Lefebvre, Jean-François Maurin, Robert Dalban. 

## Conținut
Onestul antreprenor de lucrări publice Eugène Laporte, este victima concurenților care au făcut să fie arestat pentru înaltă trădare, înstrăinând planurile secrete ale unor lucrări de șantier de mare importanță, pentru care i-au virat anonim în cont suma de 50 de milioane de franci. Singura cale de ieșire este ca el, celibatar fiind, să adopte oficial trei copii. Datorită înfierii lor, își va păstra trei sferturi din patrimoniul său. Prietenul său Fernand, directorul întreprinerii sale, i-a descoperit trei exemplare frumoase: doi băieți, Georges și Roger, și o fată, Zoe. Îndată ce înfierea este semnată, Eugene este eliberat din detenție. În curând inocența este dovedită, dar cei trei copii rămân pe capul său, împreună cu mamele lor. Logodnica lui Eugene, Elisabeth, fiind nemulțumită de apariția mamelor în casa logodnicului, face ca lucrurile să escaladeze...

## Distribuție
- Bourvil – Eugène Laporte, antrepenor de lucrări publice
- Jean Lefebvre – Fernand Gauthier
- Jean-François Maurin – Georges Noel, micuțul adoptat
- Robert Dalban – maestrul Gaubert, judecătorul
- Jacques Legras – inspectorul Barnachon
- Gérard Lartigau – Roger Martin, celălalt tânăr adoptat
- Uta Taeger – Zoé Duchemin, tânăra adoptată
- Robert Lombard – maestrul Chevassot
- Juan Ramirez – Ferreira, paznicul de noapte
- Hubert de Lapparent – Simonet
- Henri Coutet – băiatul de la birou
- Yves Arcanel – un inspector
- Jean-Henri Chambois – judecătorul de instrucție
- Roger Trapp – un gardian de închisoare
- Max Elloy – pețitoarea
- Robert Rollis – un funcționar de la primărie
- Pierre Doris – impresarul lui Zoé
- Jacques Mancier – maestrul Vertex
- André Philip – Le directeur de la prison
- Rosy Varte – doamna Gisèle Duchemin
- Jeanne Herviale – o menajeră
- Anne-Marie Carrière – Marguerite, mama lui Roger
- Pierre Tornade – un agent
- Jeanne Colletin – Elisabeth Masson, inspectoarea
- Jacques Préboist – alt agent
- André Badin – un spărgător de seif
- Michel Charrel – alt spărgător
- Kempetian – alt spărgător
- Fernand Berset – maistrul de șantier
- Christine Aurel – Bébé, un funcționar
- Max Desrau – un tată la primărie
- Alix Mahieux – domnișoara Chauchoin, funcționară la primărie
- Eric Donat – un complice a lui Roger
- Marc Laurent – un alt complice
- André Tomasi – menajerul lui Eugène
- Paul Faivre – patronul cafenelei
- Serge Martina – un inspector
- Henri Guégan – un inspector la poștă
- Pierre Vaudier – un invitat la nuntă
- Emile Riandreys – un invitat la nuntă

## Trivia
- Mai există încă un poster românesc pentru acest film, fără grafică, cu următorul text: 3 COPII MINUNE;
- în DICȚIONAR CINEMATOGRAFIC de Bujor T. Rîpeanu [1], filmul este trecut cu titlul Trei copii minune;
- în Lumea filmului [3] de același Bujor T. Rîpeanu, și în Dicționar universal de lungmetraje cinematografice [4], titlul filmului este trecut Tată de nevioe.